# شاپرک لبه‌طلایی ساقه‌خوار برنج
شاپرک لبه‌طلایی ساقه‌خوار برنج (نام علمی: Chilo auricilius) نام یک گونه از تیره علف‌بیدان است.
این شاپرک در هند, تایوان, بوتان و سریلانکا و همچنین سولاوسی, بورنئو, سانگیر و جزایر ملوک زندگی می‌کند.